# Def Tech
데프 테크 (Def Tech)는 2001년에 결성된 일본의 음악 그룹이다. 하와이주 출신 센 (Shen)과 도쿄 출신 마이크로 (Micro)로 구성돼 있다.
2007년 해체했지만 2010년에 재결성했다.

## 음반 목록
- 《Def Tech》
- 《Lokahi Lani》
- 《Catch the Wave》
- 《Mind Shift》
- 《Up》
- 《Official Bootleg Mix Compact Disc》
- 《24/7》
- 《Howzit!?》